# Palazzetto dello sport Giobatta Gianquinto
Il Palazzetto dello sport Giobatta Gianquinto, anche noto come Palazzetto dell'Arsenale, è una struttura sportiva polivalente italiana che si trova a Venezia dietro il Museo storico navale nella zona adiacente all'Arsenale.
Il palazzetto ospitava la squadra Reyer Venezia durante i campionati di pallacanestro di serie A1 e A2 dal 1977/78 al 1989/1990. Ora è sede di diverse società sportive veneziane. Il palazzetto ha due campi da pallacanestro di cui il principale ha gli spalti solamente laterali senza le curve.

## Storia
Il palazzetto dell'Arsenale fu costruito negli anni settanta per trovare un campo di pallacanestro per la Reyer Venezia in sostituzione al palazzetto della Misericordia, non più adeguato dato che le nuove norme di sicurezza stabilivano per i palazzetti di serie A una capienza minima di 3500 spettatori. L'allora sindaco di Venezia Giorgio Longo dette il via alla costruzione del nuovo palazzetto sopra gli antichi Panifici militari della Marina all'Arsenale. Il palazzetto venne poi inaugurato dal nuovo sindaco Mario Rigo e la Reyer vi disputò la prima stagione nel campionato 1977/1978.
In queste mura la Reyer giocò la finale di coppa Korać nel 1981. Nel 1987 vi fu appesa una targa a ricordare i 70 punti segnati da Dražen Dalipagić durante la partita contro la Virtus Bologna.
Alla fine degli anni ottanta con le nuove norme di sicurezza la capienza massima del palazzetto dell'Arsenale venne ridotta a 2500 spettatori, obbligando la Reyer Venezia a migrare all'attuale Palasport Taliercio dove giocò nella stagione 1990/1991 e in quelle successive.
A partire dagli anni novanta è utilizzato da alcuni istituti scolastici e da varie società e associazioni sportive di varie discipline, tra cui il basket e la pallavolo.